# Generalstabens litografiska anstalt

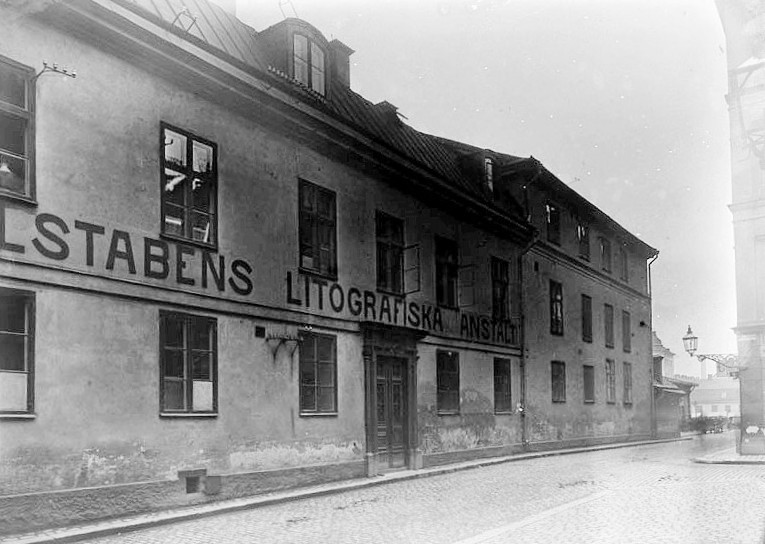
Anstaltens lokaler i Sergelhuset, 1907.

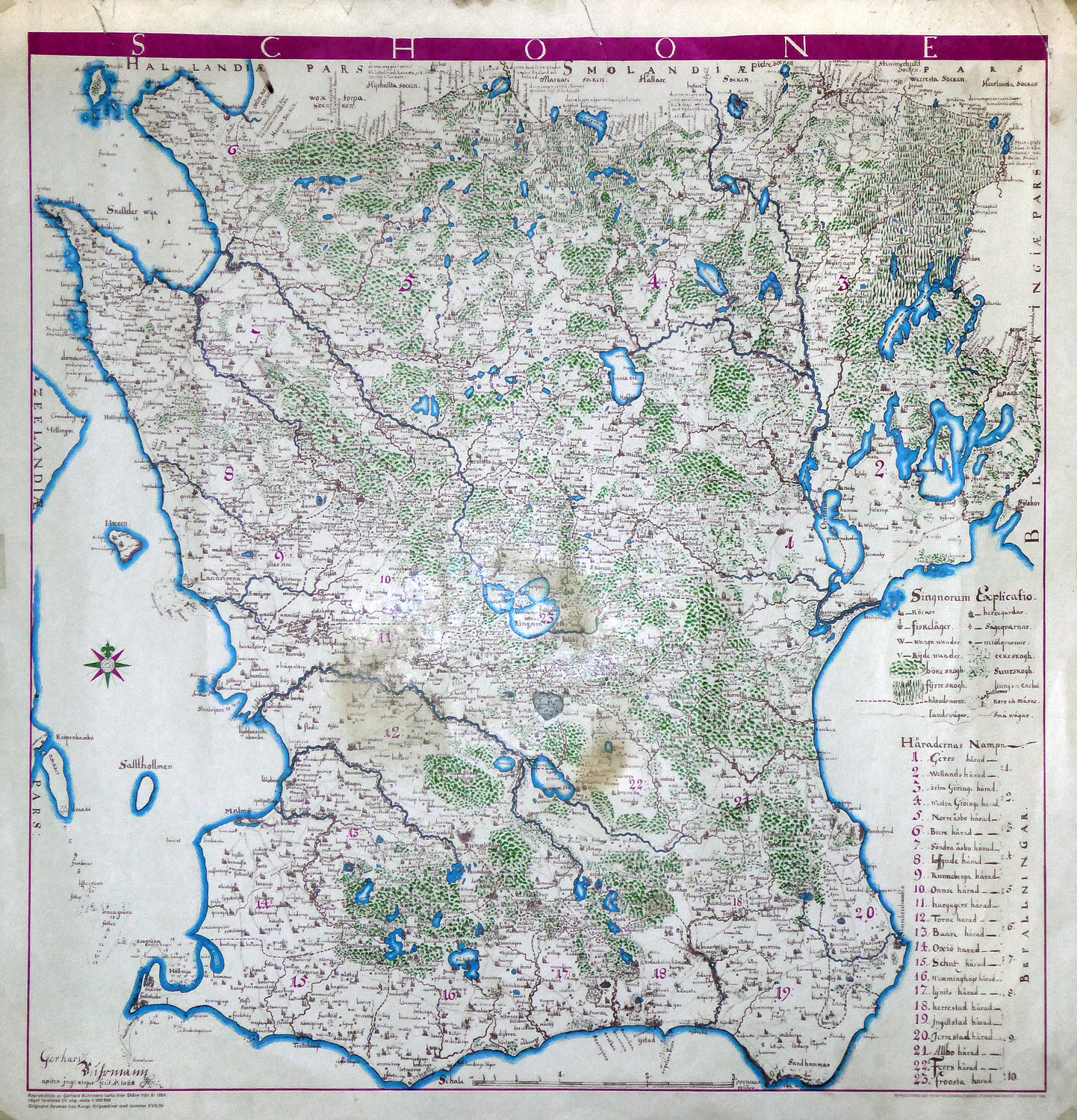
Gerhard von Buhrmans karta över Skåne från 1684. Reproducerad och tryckt av Generalstabens litografiska anstalt 1969.

Generalstabens litografiska anstalt (GLA), ursprungligen Generalstabens litografiska inrättning, bildades 1833 och ställdes under chefen för Lantförsvarsdepartementets kommandoexpedition såsom inspektör och fick till uppgift att utföra de litografiska arbeten, som erfordrades för nämnda expedition och för Topografiska kåren samt att bereda officerare tillfälle att få kunskaper om litografi.

## Historik
Georg Leonard Dreyer träffade 1833 ett avtal med de svenska militära myndigheterna om anläggandet av ett tryckeri och året därpå stod Lithografiska tryckeriet vid generaladjutantens expedition klart, vilket 1837 omorganiserades till Generalstabens litografiska inrättning.
Inrättningens personal bestod av kommenderade officerare och av civila tryckare. År 1872 uppläts den genom kontrakt på 25 år till hovintendenten Algernon Börtzell, samtidigt som den bytte namn till Generalstabens litografiska anstalt. Staten tillhandahöll lokaler på Sergelgatan 1 i Stockholm. Föreståndaren för anstalten förband sig att utföra litografiska arbeten för allmänna verk och inrättningar mot vanligt gällande pris, att följa litografins och kartografins framsteg, att lämna undervisning i dessa ämnen åt Generalstabens personal, att vid fälttjänstövningar ställa erforderlig personal till krigsstyrelsens förfogande och att i händelse av krig överlämna hela anstalten till krigsstyrelsen mot gottgörelse. GLA hade fram till 1962 ensamrätt till försäljning av de statligt framställda kartorna. 
År 1886 förlängdes kontraktet till 1907 och överfördes samtidigt på A. Börtzells Tryckeriaktiebolag. År 1904 förlängdes kontraktet för nämnda bolag ytterligare till 1924. År 1913 inordnades dock bolaget i koncernen Sveriges litografiska tryckerier (sedermera Esselte), i vars tillkomst Axel Lagrelius, som 1898 efterträtt Börtzell som anstaltens föreståndare, hade stor del. GLA, som trots namnet alltid var enskilt drivet eller ägt, tillhörde Esseltekoncernen fram till 1990 och övertogs av Liberkoncernen 1991.

## Kartverk i urval
- Generalstabskartan
- Trakten omkring Stockholm i IX blad  utgavs år 1861 av Topografiska corpsen efter att hemligstämpeln hävts 1857. De sista uppmätningarna utfördes 1843-1849 och kartorna reviderades sedan dess flera gånger ända in på 1930-talet och utgjorde underlag för Stockholms översiktliga planeringsdokument fram till 1950-talet.[2]
- Svensk världsatlas : utgiven av Generalstabens litografiska anstalt med anledning av dess 100-åriga tillvaro. Stockholm: Genstab. lit. anst. 1930. Libris 22550149. https://runeberg.org/svatlas/